# Dysclytus firmatus
Dysclytus firmatus là một loài ruồi trong họ Asilidae. Dysclytus firmatus được Walker miêu tả năm 1857.